# Distretto di Hasankeyf
Il distretto di Hasankeyf (in turco Hasankeyf ilçesi) è uno dei distretti della provincia di Batman, in Turchia.